# Paszkowice
Paszkowice [pronunciación en polaco: /paʂkɔˈvit͡sɛ/] es un pueblo ubicado en el distrito administrativo de Gmina Żarnów, dentro del Distrito de Opoczno, Voivodato de Łódź, en Polonia central. Se encuentra aproximadamente a 3 kilómetros al sureste de Żarnów, a 18 kilómetros al sur de Opoczno, y a 80 kilómetros al sureste de la capital regional Łódź.
El pueblo tiene una población de 300 habitantes.